# 대성파인텍
대성파인텍(Daesung Fine Tec Co., Ltd.)은 대한민국의 자동차부품 기업이다. 본사는 경상남도 창원시 성산구 남면로 627 (외동)에 위치해 있으며 대표이사는 김병준이다. 마그나에 파인 블랭킹(Fine Blanking) 기술을 적용한 도어락(Door Lock) 등 부품 제조에 필요한 금형을 공급한 적 있으며 친환경에너지 사업도 영위한다
 현대자동차 1차벤더인 현대트랜시스의 협력업체로 등록이 되어 있다

## 상장
2009년 1월 23일에 공모가 3,500원에 코스닥 시장에 상장하였다.

## 참고문헌
1. ↑  대성파인텍 에스와이 주가 장중 급등, 지붕 태양광발전회사 주목받아, 비즈니스포스트, 2020-10-27
2. ↑  송동근, 기술분석보고서-대성파인텍, 2021.08.12
3. ↑  대성파인텍, 애플카 美애리조나 시범주행 극비리 진행...출시 임박↑, Fn뉴스, 2023.07.04
4. ↑  대성파인텍, EU 에너지의존 탈피 신재생에너지 400조 투입..유럽 수출 인증 '강세', 서울경제, 2022-05-19
5. ↑  이영기, 대성파인텍 "현대자동차 1차 벤더인 현대트랜시스의 협력업체 등록", 뉴스핌, 2024년 2월 29일